# Großer Schneesturm (1888)

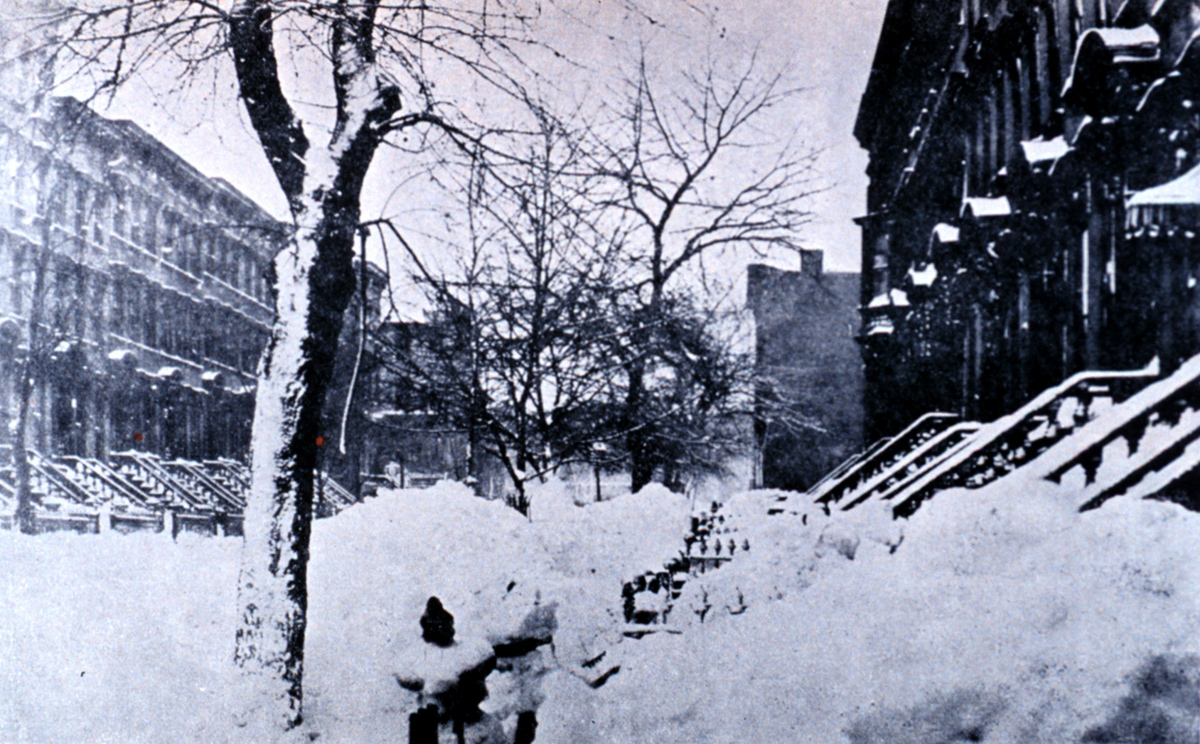
Brooklyn (14. März 1888)

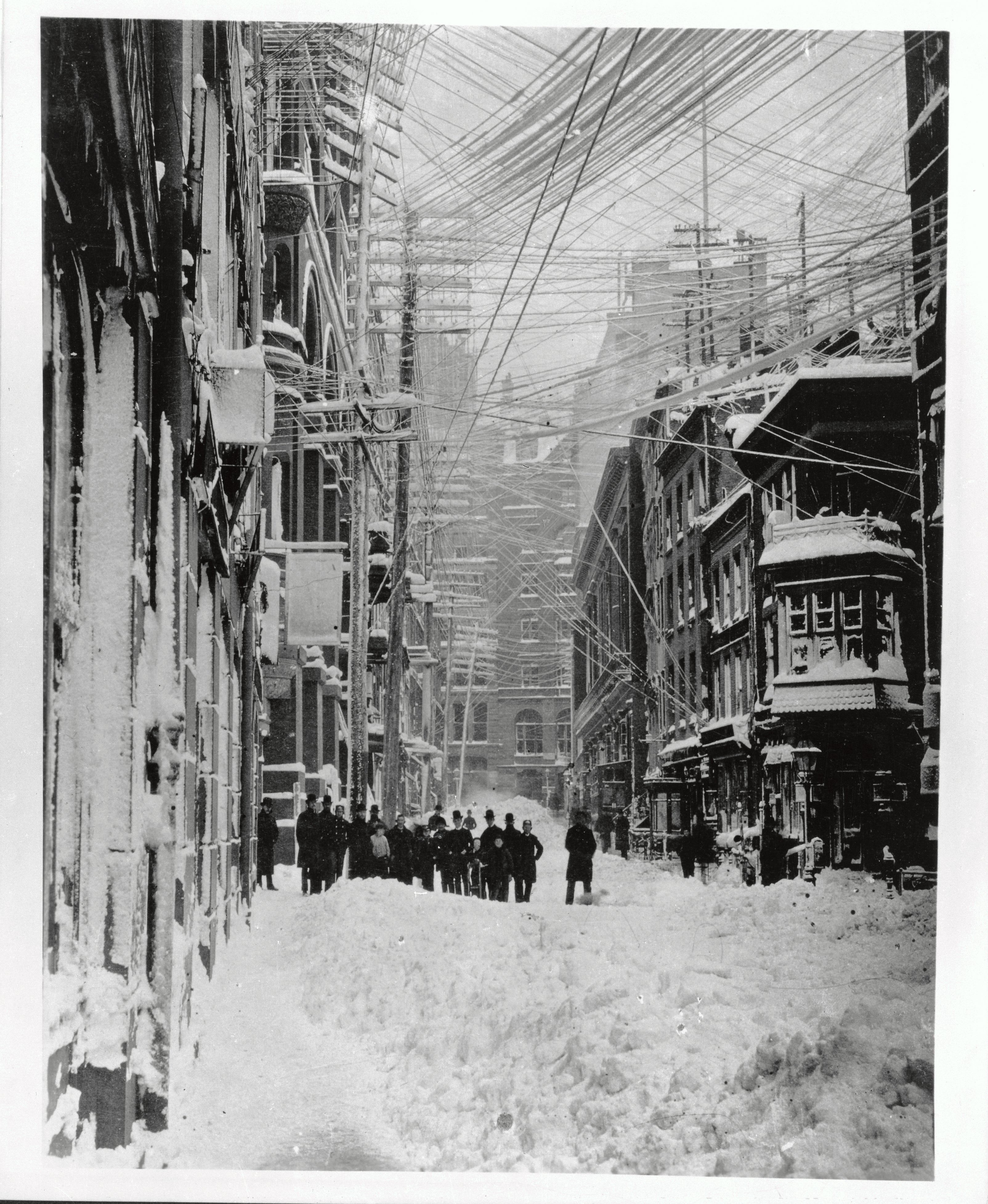
New York City

Der Große Schneesturm von 1888 (11.–14. März 1888) war einer der heftigsten Blizzards in der Geschichte der Vereinigten Staaten seit Beginn der Wetteraufzeichnungen, mit Schneeverwehungen von über 15 m Höhe. Überall an der Ostküste gab es Schneehöhen von bis zu 1,30 m Höhe.
Der große weiße Hurrikan, wie er auch genannt wurde, paralysierte die Ostküste der Vereinigten Staaten von Chesapeake Bay bis nach Maine. Die telegraphische Infrastruktur war außer Kraft gesetzt und isolierte somit New York City, Boston, Philadelphia, Baltimore und Washington, D.C., tagelang. 200 Schiffe liefen auf Grund und mindestens 100 Seeleute starben. Die Feuerwehr war wetterbedingt nicht einsatzbereit. Der Schaden, der allein durch Feuer angerichtet wurde, wurde nach damaligem Wert auf 25 Millionen Dollar geschätzt. Allein in New York City wurden 100 Menschen getötet. Insgesamt starben etwa 400 Menschen.
Den Aufzeichnungen ist zu entnehmen, dass das vorangegangene Wetter ungewöhnlich mild war mit heftigen Regenfällen, die mit den stark fallenden Temperaturen in Schneefälle übergingen. Der Sturm dauerte ohne Unterbrechung eineinhalb Tage lang. Nahrung und Kohle wurden knapp, dennoch wurden frisches Brot und andere Lebensmittel jeden Tag in die Stadt gebracht. Die Bürger der Stadt New York bildeten Gruppen, um den Schnee in den Atlantischen Ozean zu schaufeln. Der Nationale Wetterdienst gab an, dass die Schneemassen Connecticut sowie Massachusetts etwa 1,3 m hoch und New York bzw. New Jersey 1 m hoch bedeckten. Der Wind war bis zu 77 km/h stark und baute so die Schneeverwehungen von 12 m bis zu 15 m Höhe auf.
Die anschließenden Verkehrsprobleme führten letztlich zum Beschluss des Baus der New Yorker U-Bahn, der 1894 bestätigt und mit Baubeginn 1900 umgesetzt wurde.
Der große Schneesturm wurde unter anderem von José Martí kurze Zeit später in seinem Beitrag New York unter dem Schnee in der argentinischen Zeitschrift La Nación beschrieben.